# Camptotypus pulcher
Camptotypus pulcher är en stekelart som först beskrevs av Morley 1914.  Camptotypus pulcher ingår i släktet Camptotypus och familjen brokparasitsteklar. Inga underarter finns listade.